# Menesida bankaensis
Menesida bankaensis är en skalbaggsart som beskrevs av Stefan von Breuning 1951. Menesida bankaensis ingår i släktet Menesida och familjen långhorningar. Inga underarter finns listade i Catalogue of Life.